# Hippasteria phrygiana
Hippasteria phrygiana is een zeester uit de familie Goniasteridae. De wetenschappelijke naam van de soort werd in 1768 gepubliceerd door de Noorse theoloog en natuurvorser Jacob von der Lippe Parelius.

## Beschrijving
Hippasteria phrygiana is een stevige, goed geplateerde kussenachtige zeester, met korte armen en een groot lichaam. Deze soort groeit tot 20 cm in diameter. Het bovenoppervlak is roodbruin en bedekt met stompe knopachtige stekels en kleine, witte wratten of knobbeltjes op de bovenlichaamplaten. Het onderoppervlak bevat veel macroscopische pedicellariën.

## Verspreiding
Deze zeester leeft in de koude wateren van het Noordpoolgebied, de Noord-Atlantische Oceaan (Noordzee, inclusief Schotland en de Shetlandeilanden en de Oostzee), Zuid-Atlantische Oceaan, Zuid-Indische Oceaan en Antarctica. Het is een sublitorale bentische soort die voorkomt van een diepte van 20 tot 850 meter, op een breed scala aan ondergronden.